# Jean Antoine Arthur Gris
Jean Antoine Arthur Gris  (Châtillon-sur-Seine, 11 de dezembro de 1829 – Paris, 19 de agosto de 1872) foi um botânico francês.
É autor de 80 publicações, sendo os principais:
- Bulletin de la Société botanique de France
- Annales des sciences naturelles.